# نيكولاس موسلي
نيكولاس موسلي (بالإنجليزية: Nicholas Mosley, 3rd Baron Ravensdale)‏ هو كاتب وكاتب سيناريو وروائي وسياسي بريطاني، ولد في 25 يونيو 1923 في لندن الكبرى في المملكة المتحدة، وتوفي في 28 فبراير 2017. انتخب عضو مجلس اللوردات.

## روابط خارجية
- نيكولاس موسلي على موقع IMDb (الإنجليزية)
- نيكولاس موسلي على موقع الموسوعة البريطانية (الإنجليزية)
- نيكولاس موسلي على موقع قاعدة بيانات الفيلم (الإنجليزية)